# Death Note
Death Note (デスノート, Desu Nōto) is een Japanse manga, in de oorspronkelijke versie geschreven door Tsugumi Oba en getekend door Takeshi Obata. De serie gaat over een middelbare scholier die een bovennatuurlijk notitieboekje vindt, waarmee hij mensen kan laten sterven door simpelweg hun naam erin op te schrijven. Hij besluit dit boekje te gebruiken om de namen van criminelen te noteren en zo het kwaad voorgoed uit de wereld te bannen. De internationale politie gaat uiteraard onmiddellijk op zoek naar de onzichtbare killer (verbasterd in het Japans kira).
Death Note begon als een Mangaserie, en beleefde zijn primeur in de Weekly Shonen Jump van uitgever Shueisha. De serie verscheen in dat tijdschrift van december 2003 tot mei 2006. De 108 hoofdstukken werden gebundeld in twaalf mangaboekjes (volumes of tankobon), die vervolgens vertaald zijn verschenen in diverse landen. Sinds juni 2007 worden ze ook in Nederlandse vertaling uitgebracht bij uitgeverij Kana.
Naast de manga bestaan er van Death Note ook vijf live-action films met CGI-effecten (waaronder Death Note), een roman, drie games (Nintendo DS: Death Note - Kira Game, Death Note: Successor to L en L the Prologue to Death Note: Spiraling Trap), een animeserie en een live-action drama. De anime werd in 37 afleveringen vertoond op de Japanse televisie van oktober 2006 tot juni 2007. De officiële vertaalrechten voor de V.S. zijn echter in handen van VIZ Media. VIZ ondernam begin juni 2007 dan ook juridische actie tegen diverse makers van fansubs (fans die zelf de Japanse versie van ondertiteling voorzien of dubben).

## Inhoud
Light Yagami is een briljante, maar snel verveelde middelbare scholier die zich ergert aan alle misdaden in de wereld. Zijn leven verandert drastisch als hij een mysterieus notitieboekje vindt, de Death Note. Als iemands naam in dit notitieboekje wordt geschreven, zal die persoon sterven. Light is in eerste instantie nogal sceptisch, en denkt dat het gewoon een grap is. Maar na wat geëxperimenteer en de dood van twee criminelen moet Light wel geloven dat de Death Note echt is. Na de ontmoeting met de eigenlijke eigenaar van de Death Note, een shinigami (Death God/God des Doods) met de naam Ryuk, streeft Light ernaar "de god van de nieuwe wereld" te worden door het kwaad uit de wereld te verbannen met behulp van de Death Note.
Al snel valt het de internationale politieorganisaties op dat het aantal onverklaarbare sterfgevallen bij criminelen enorm omhoog gaat. De politie neemt hierover contact op met detective "L", een jonge maar hoogbegaafde detective van wie in het begin nog weinig bekend is. L komt er al snel achter dat de gezochte seriemoordenaar, die Kira genoemd wordt, in Japan woont. Ook concludeert L dat Kira mensen kan doden zonder ze met een vinger aan te raken. Light realiseert zich dat L zijn grootste vijand zal zijn, en er ontspint zich een competitie tussen de twee die almaar spannender wordt.

## Afwijkingen verhaallijn
In deel 13 van de serie, "How to Read" staat er een 'pilot-aflevering' van Death Note, van dezelfde tekenaar en schrijver. Dit verhaal is anders dan het verhaal in "Death Note" en was geschreven voor Death Note werd gepubliceerd. De hoofdpersoon, Taro Kagami, vindt een Death Note maar denkt dat het een normaal schrift is omdat hij geen Engels kan lezen. Hierdoor komt hij in de problemen.
Op 9 februari 2008 verscheen in Japan nog een korte special van 44 pagina's die zich na de reguliere reeks afspeelt. Hierin wordt een nieuwe Death Note gebruikt om bejaarden en suïcidalen te vermoorden. Detective Near vindt deze "Kira" zijn aandacht niet waard, omdat deze "Kira"(of Cheap-Kira, zoals hij hem/haar noemt) volgens hem slechts moordt om het moorden. Wie Cheap-Kira is wordt niet duidelijk, maar doordat Near aankondigde dat hij de zaak niet wil onderzoeken pleegde Cheap-Kira zelfmoord en is de zaak meteen opgelost.

## Personages

### Hoofdpersonen
Light Yagami (Kira) (夜神月, Yagami Light (Japanse fonetische uitspraak: Raito))
Ingesproken door: Mamoru Miyano
De hoofdpersoon van Death Note, Light, is een briljante maar verveelde 17-jarige scholier. Wanneer hij de Death Note vindt, die Ryuk (een Shinigami) op aarde heeft laten vallen, beslist hij dat hij die zal gebruiken om alle criminelen te vermoorden. Zijn ultieme wens is om al het kwade uit de wereld te verwijderen en zo de "god van de nieuwe wereld" te zijn.
L Lawliet (L/Eraldo Coil/Deneuve/Ryuuzaki/Hideki Ryuuga) (エル, Japanse fonetische uitspraak: Eru Roraito)
Ingesproken door: Kappei Yamaguchi
L, 's werelds beste detective (ook al is hij nog maar 24 jaar oud, geboren 31 oktober 1979), krijgt de taak om Kira op te sporen en te arresteren. Bijgevolg is dat hij Lights aartsvijand wordt. Zijn slordige uiterlijk en eigenaardige gedrag (hij eet alleen zoet eten, speelt met suikerklontjes en vorken, zit altijd gehurkt met zijn voeten op zijn stoel en houdt telefoons en kaarten met twee vingers vast - het gevolg van een fobie voor het aanraken van dingen) compenseert hij met buitengewone intelligentie en vele talenten. De strategieën die hij gebruikt om zijn tegenstanders te verwarren en in het nauw te drijven zijn vaak drastisch. L is bereid om tot het uiterste te gaan om Kira te vangen, zelfs al brengt het zijn eigen leven in gevaar. In aflevering 25 doodt Misa's shinigami Rem hem. Hij wordt opgevolgd door Near en Mello.
Misa Amane (2e Kira) (弥海砂, Amane Misa/Misa Misa)
Ingesproken door: Aya Hirano
Misa is een populair idool in Japan. Zelf is ze echter weer een aanbidder van Kira, omdat haar ouders zijn vermoord door criminelen die op hun beurt weer door Kira zijn omgebracht. Misa draagt veel verschillende soorten kleding die afhangen van wat ze gaat doen/aan het doen is. Ze is nog onvolwassen en verwijst naar zichzelf in de derde persoon (door zichzelf Misa-Misa te noemen) en zo schattig te lijken. Als ook zij een Death Note vindt, raakt ze echter totaal in de ban van 'Kira'. Misa wijdt haar hele leven aan Light en ze zegt dat het "liefde op het eerste gezicht" was toen zij hem voor het eerst zag. Maar Light ziet haar alleen als een pion met "shinigami-ogen" en een Death Note die hij kan gebruiken om zijn droom te verwezenlijken.
Mihael Keehl [Mello] (メロ, Mero)
Mello is een wees die samen met Near opgroeide in Watari's tehuis voor begaafde kinderen. Beide komen zij in het tweede gedeelte van Death Note in actie. Mello is een grote bewonderaar van L, noemt zichzelf 'M' en is net als Near opgeleid om later diens opvolger te kunnen worden. Hij kampt echter met een calimerocomplex en voelt zich minderwaardig ten opzichte van Near, hoewel hij dat nooit toe zou geven. In tegenstelling tot Near en L, laat Mello namelijk vaak zijn emoties de overhand krijgen, ondanks zijn intelligentie. Net zoals L is hij dol op zoetigheid: je ziet hem vaak repen chocolade eten. Hij en Near houden een wedstrijd wie Kira het eerst vangt. Mello sluit zich aan bij de maffia om makkelijker te winnen. Hij sterft in aflevering 35 als Kira's woordvoerster zijn naam opschrijft. Lights vader had al een poging gedaan om de naam op te schrijven maar hij werd door een geweervuur en een ontploffing dodelijk verwond. Hij krijgt ook een groot litteken door de ontploffing van een gebouw.
Nate River [Near] (ニア, Nia)
Ingesproken door: Hidaka Noriko
Near is net als Mello opgegroeid in Watari's tehuis. Als hij zich met het onderzoek naar Kira gaat bemoeien, noemt hij zich N. Ook hij heeft enkele vreemde karaktereigenschappen: hij speelt voortdurend met zijn haar en allerlei ouderwets speelgoed. Near biedt aan om zich aan te sluiten bij Mello om Kira te bestrijden. Wanneer Mello zijn aanbod weigert, wint hij de steun van de Amerikaanse overheid en stelt hij de Secret Provision for Kira-eenheid (SPK) samen.
Teru Mikami (3e Kira) (魅上 照, Mikami)
Ingesproken door: Masaya Matsukaze
Mikami is gekozen door Light als de vierde Kira, wanneer hij inziet dat het te gevaarlijk wordt voor Misa met de Death Note en voor hem. Dit omdat ze onder observatie worden gezet door Near.
Naomi Misora (南空 ナオミ)
Ingesproken door: Naoko Matsui (Japans), Tabitha St. Germain (Engels)
Naomi is een voormalig FBI-agente die samen met haar verloofde Raye Penber naar Japan kwam. Als Kira Ray doodt begint ze zelf een zoektocht naar Kira. Light komt haar in de tweede manga tegen en doodt haar. Ze heeft een grotere rol in het boek van Nisio Isin, genaamd: Death Note Another Note: The Los Angeles BB Murder Cases. Hier werkt ze voor L.
Shinigami (Gods of Death)
Goden des Doods zijn demonische creaturen die normaliter leven in het Rijk van de Shinigami. Om hun levensduur te verlengen, schrijven de Shinigami de namen van mensen in hun Death Note. De verdere levensduur van die mensen wordt namelijk aan de hunne toegevoegd. Shinigami kunnen niet gedood worden op een fysieke manier, zoals neersteken of schieten. Wel moeten ze zich houden aan een paar regels als ze willen blijven leven.
Ryuk (リューク, Ryūku)
Ingesproken door: Shidō Nakamua
Ryuk is een Shinigami die zijn Death Note uit verveling in de mensenwereld laat vallen, die vervolgens opgeraapt wordt door Light. Alleen maar aanwezig voor z'n eigen amusement, weigert Ryuk vaak om Light te helpen en geniet ervan hem te zien worstelen om zijn doel te bereiken. Hij handelt uit eigen interesse en vergeet Light vaak belangrijke informatie over de Death Note te geven (alhoewel hij het ook voor een groot deel gewoon niet weet). Ryuk is echter zelfzuchtig en zal Light enkel helpen als hij er zelf baat bij heeft. Bijvoorbeeld om appels te krijgen, waar hij net zo verslaafd aan is als een mens aan drugs of alcohol verslaafd kan zijn.
Rem (レム, Remu)
Ingesproken door: Kimiko Saitou
Rem is een vrouwelijke Shinigami, die Misa de Death Note geeft. Ook verleent ze Misa de 'Shinigami-ogen', in ruil voor de helft van Misa's leven, die haar in staat stellen iemands naam en levensduur te kunnen zien. Net zoals Ryuk bezit ze twee Death Notes, maar zij geeft doelbewust een Death Note aan Misa. Rem erfde haar tweede Death Note toen Jealous kwam te overlijden en vond het gepast om het aan Misa te geven. Ze twijfelt geen seconde om Misa te verdedigen, zelfs als dat haar eigen dood tot gevolg zou kunnen hebben. Dit wordt duidelijk wanneer ze openlijk haar wantrouwen aan Misa en Light toont als ze zegt dat ze hem zal vermoorden indien Misa sterft voordat haar tijd gekomen is, waardoor ze misschien ook haar eigen leven zou beëindigen. Dit doet ze uiteindelijk ook in aflevering 25, door L te vermoorden om Misa te redden.
De stem van Rem is in de 'Movie' (De echte film voor de anime kwam) veel lager dan in de anime, maar Rem verteld aan Misa in zowel de manga als anime aan dat zij een vrouwelijke Shinigami is. In de film is haar geslacht echter niet specifiek verteld.
Jealous (ジェラス, Jerasu)
Ingesproken door: Ken'ichi Matsuyama
Jealous verschijnt enkel in een terugblik in volume 4, wanneer Rem uitlegt hoe je een Shinigami kan vermoorden. In de terugblik herinnert Rem zich hoe Jealous waakte over een jongere Misa Amane in de mensenwereld. Verrast door zijn bezorgdheid, kijkt Rem uiteindelijk mee over zijn schouder en is getuige van wat de laatste momenten van Misa Amanes leven op aarde hadden moeten zijn. Jealous gebruikt zijn Death Note echter om Misa's voorbestemde moordenaar te vermoorden en zo Misa's leven te redden. Enkele momenten later verandert Jealous in een hoopje zand of roest (Rem weet niet goed meer wat het nu juist was) als straf voor het opzettelijk verlengen van een mensenleven. Rem kreeg haar tweede Death Note van de dode Jealous...Ken'ichi Matsuyama speelt ook de rol van L in de film.
Sidoh (シドウ, Shidou)
Sidoh is de oorspronkelijke eigenaar van Lights Death Note, die gestolen was door Ryuk. Als hij hem weer terug komt vragen, komt hij erachter dat zijn Death Note in handen is van Mello en aangezien hij niet zo slim was, werd hij gebruikt door Mello. Door zijn tijd met Mello lijkt Sidoh een obsessie met chocola te hebben gekregen die aan Ryuks obsessie met appels doet denken.

## De Death Note
Een Death Note is het boek van een Shinigami dat de kracht heeft mensen te doden, als er aan een aantal regels voldaan zijn. De Death Note volgt een lijst van specifieke regels, en de auteur vermeldt er enkele in elk volume van de manga.

### Geschreven regels
Voordat hij zijn Death Note op aarde wierp, schreef Ryuk de regels op de eerste pagina in het Engels:
- De mens wiens naam in de Death Note wordt geschreven zal sterven.
- Deze nota zal echter geen effect hebben tenzij de schrijver aan het gezicht van zijn slachtoffer denkt terwijl hij zijn naam schrijft. Zo zullen mensen met dezelfde naam niet getroffen worden.
- Als de doodsoorzaak binnen de 40 seconden na het schrijven van de naam van het slachtoffer wordt genoteerd, zal het zo geschieden.
- Als er geen specifieke doodsoorzaak wordt opgegeven, zal het slachtoffer aan een hartaanval sterven.
- Na de doodsoorzaak dienen de details van het overlijden geschreven te worden binnen de volgende 6 minuten en 40 seconden.
- Als de eigenaar van de Death Note een mens is, mag hij de helft van zijn resterende leven inruilen voor de ogen van de Shinigami waartoe de Death Note behoort. Daarmee kan hij de naam en de resterende levenstijd van mensen zien, die boven hun hoofd 'zweven'. Hij kan de resterende levenstijd van andere bezitters van Death Notes niet zien.
- De dood kan hoogstens 23 dagen van tevoren opgeschreven worden.

In werkelijkheid zijn er aan het gebruik van de Death Note nog veel meer regels gebonden.

### Valse regels
Naast deze originele regels, liet Light Ryuk enkele valse regels opschrijven om L. en het onderzoeksteam te misleiden.
- Als de eigenaar van de Death Note geen nieuwe naam heeft opgeschreven na 13 dagen, zal hij of zij sterven.
- Als de Death Note wordt verbrand, verscheurd of onbruikbaar wordt gemaakt, zullen allen die deze Death Note hebben aangeraakt sterven.